# 特里布斯希爾 (紐約州)
特里布斯希爾（英語：Tribes Hill）是位於美國紐約州蒙哥馬利縣的普查規定居民點。

## 人口
根據2020年美國人口普查的數據，特里布斯希爾的面積為6.25平方千米，當中陸地面積為5.90平方千米，而水域面積為0.35平方千米。當地共有人口937人，而人口密度為每平方千米149.92人。